# 立石 (静岡市)
立石（たていし）は静岡県静岡市葵区にある町名。丁目を持たない単独町名である。住居表示未実施。

## 地理
葵区の東側の一部に位置し、東に加藤島、西に岳美一丁目、北に観山、南に城北と隣接している。

## 歴史
- 1974年（昭和49年）10月30日 - 上土新田の一部を分離し新設。町名は、上土新田にあった小字名から採った。
- 2005年（平成17年）4月1日 - 政令指定都市化により、行政区が葵区となる。

## 世帯数と人口
現在住宅はない。麻機遊水地第2-1工区として、総合治水対策区域となっている。
| 町丁 | 世帯数 | 人口 |
| ---- | ------ | ---- |
| 立石 | 0世帯  | 0人  |

## その他

### 日本郵便
- 郵便番号 : 420-0933[2]（集配局：静岡中央郵便局[5]）。